# يو إف سي على إي إس بي إن: هولم ضد بوينو سيلفا
يو إف سي على إي إس بي إن: هولم ضد بوينو سيلفا (بالإنجليزية: UFC on ESPN: Holm vs. Bueno Silva)‏ هو حدث لفنون القتال المختلطة نظمته يو إف سي، وأُقيم في 15 يوليو 2023، على يو إف سي أبيكس في لاس فيغاس، نيفادا، الولايات المتحدة.